# 1193 Africa
1193 Africa è un asteroide della fascia principale. Scoperto nel 1931, presenta un'orbita caratterizzata da un semiasse maggiore pari a 2,6483827 UA e da un'eccentricità di 0,1203110, inclinata di 14,11886° rispetto all'eclittica. Ha un diametro di 12,220	km e un periodo di rotazione di	158,7 ore.
Il suo nome fa riferimento al continente africano.